# Stazione di Torrenieri-Montalcino
La stazione di Torrenieri-Montalcino è una stazione ferroviaria sulla linea Asciano–Monte Antico.
La gestione degli impianti è affidata a Rete Ferroviaria Italiana (RFI) controllata del Gruppo Ferrovie dello Stato.
La stazione è stata dismessa dal regolare servizio viaggiatori e merci. Oggi (2025) fermano solamente i treni turistici del Trenonatura.

## Storia

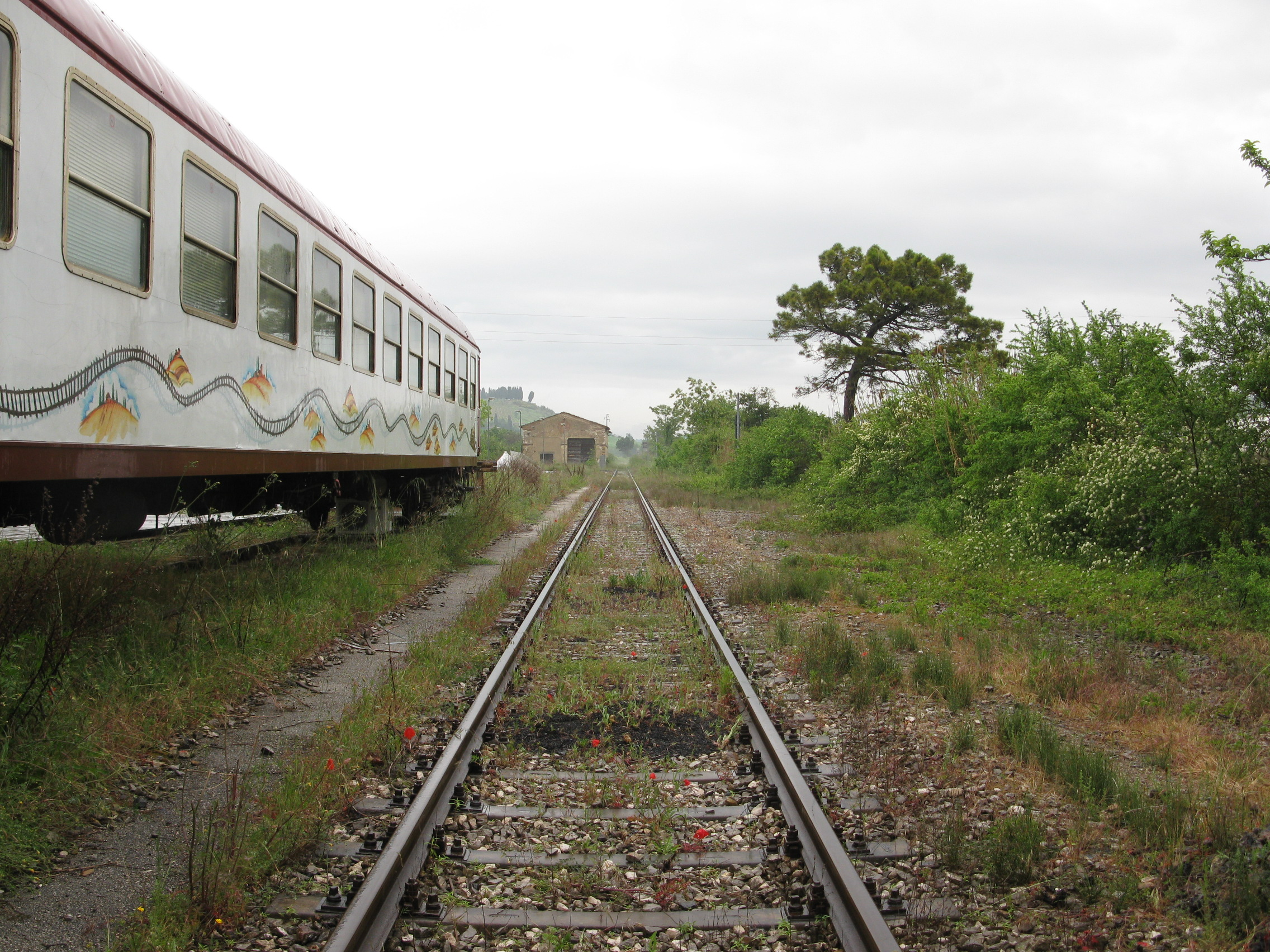
L'area dell'ex scalo merci

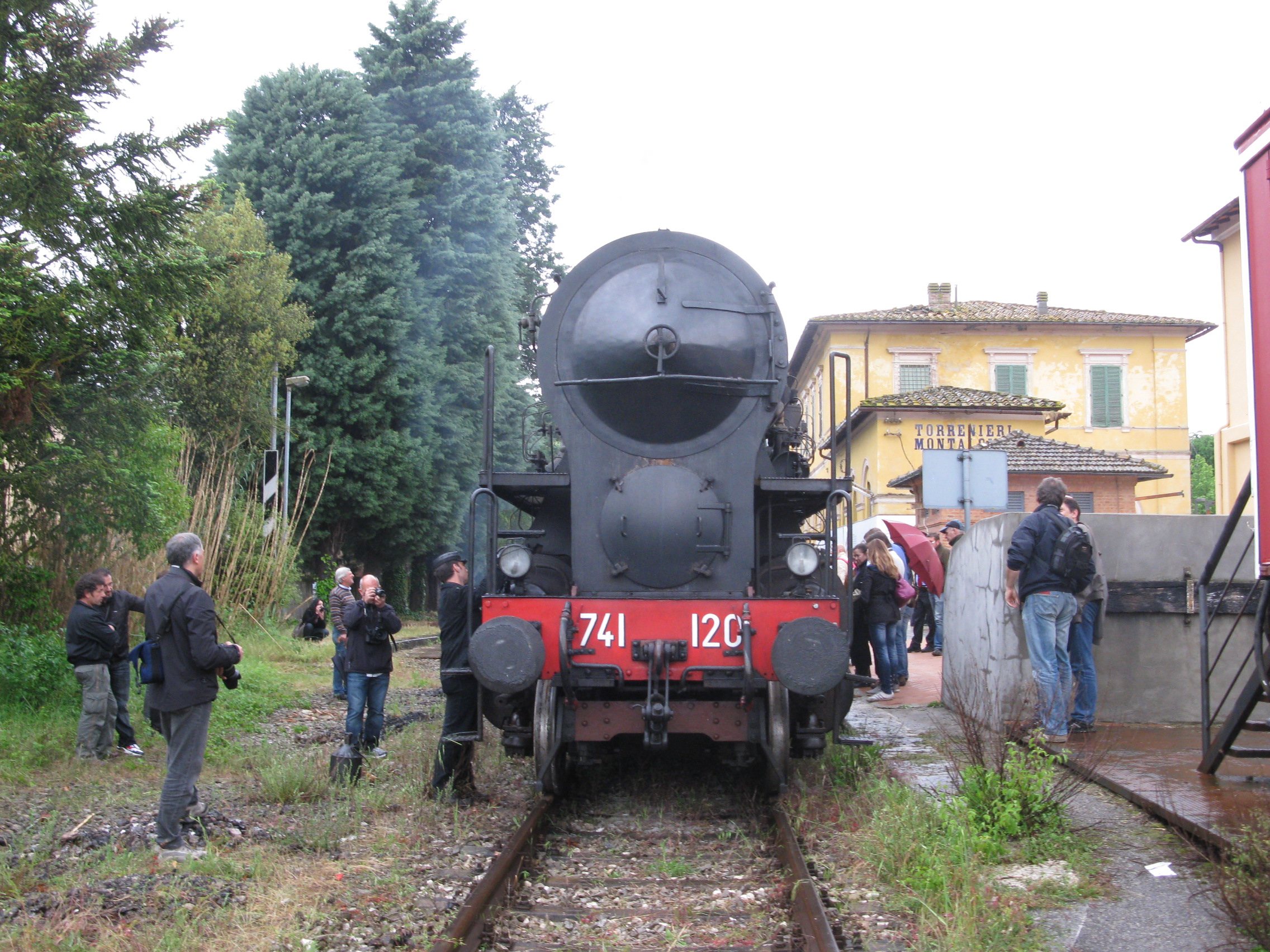
Il Trenonatura fermo in stazione

La ferrovia raggiunse Torrenieri il 14 maggio del 1865 con l'apertura del tratto Asciano–Torrenieri. La stazione ricoprì il ruolo di capolinea fino al 14 agosto 1871, quando la ferrovia venne prolungata fino a Monte Antico. Tuttavia la stazione assumerà importanza quando nel 1872 la ferrovia divenne l'unico collegamento da Siena a Grosseto.
La stazione di Torrenieri divenne un punto di riferimento per il commercio della Val d'Orcia e il paese di Torrenieri divenne un tipico esempio di quartiere industriale ottocentesco: ciò portò la crescita di numerose fabbriche, come la ditta "Ulisse Crocchi e figli" che arrivò ad assumere 100 operai. Possiamo ancora oggi vedere i resti di questo passato splendore: la stazione fu dotata di un fabbricato viaggiatori monumentale, uno dei più grandi della linea (insieme a quello di Monte Antico) e di un ampio scalo merci.
Quando venne aperto il tratto Siena–Monte Antico via Buonconvento incominciarono i primi segnali di crisi per la linea e per la stazione: infatti il nuovo tracciato accorciava parecchio le distanze tra Siena e Grosseto e gran parte del traffico merci cominciò a spostarsi sulla nuova ferrovia.
Nel frattempo cominciava a farsi sentire la concorrenza del trasporto su gomma, che avrebbe penalizzato i traffici di tutte le ferrovie del mondo.
Cominciò quindi un lungo periodo di declino per la stazione, ad eccezione di una breve parentesi dal 1966 al 1980, quando venne chiuso per ristrutturazione il tratto Siena–Monte Antico via Buonconvento.
Quando il 27 settembre del 1994 la stazione venne chiusa insieme al resto della linea, il numero di passeggeri e merci trasportate non era sufficiente per mantenere la linea in esercizio.
A partire dal 1996 la linea è percorsa da treni turistici, come il Trenonatura, che alcune volte all'anno fermano anche nella stazione di Torrenieri.
La domenica successiva al 14 maggio (giorno dell'inaugurazione della stazione di Torrenieri) il paese celebra la Festa del Treno e per l'occasione uno speciale treno a vapore raggiunge Torrenieri. Durante la festa è possibile visitare mostre di fermodellismo e partecipare a giochi a tema per bambini.

## Struttura ed impianti

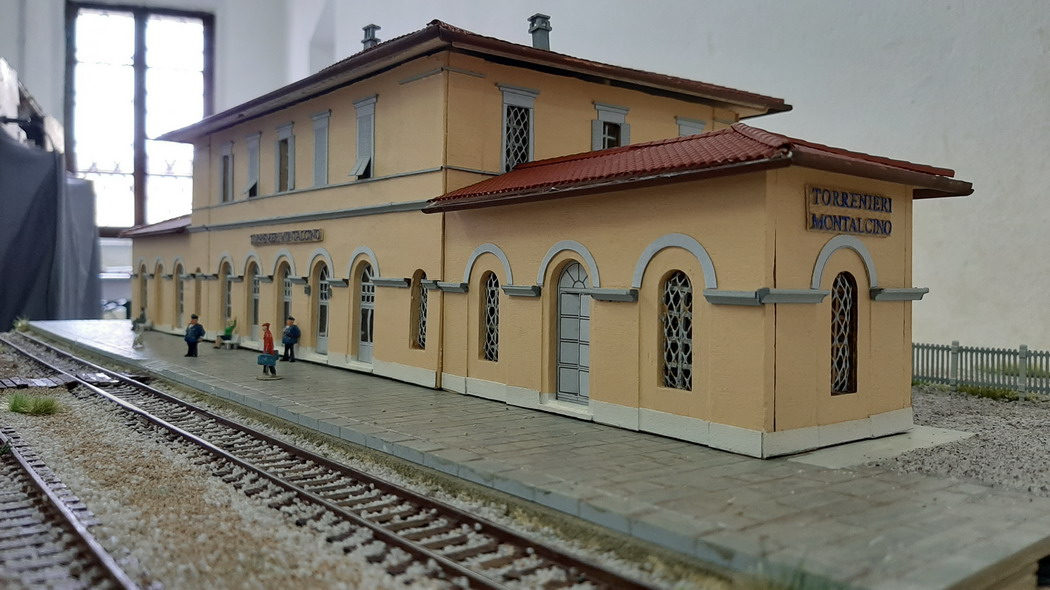
Modello della stazione in scala H0, esposto durante la Festa del Treno

Il fabbricato viaggiatori è di tipo monumentale; esso è in muratura ed è tinteggiato di giallo.
La struttura si compone di tre corpi: il corpo di fabbrica e le due ali laterali, che si sviluppano in modo simmetrico.
Il corpo di fabbrica si sviluppa su due livelli, ma soltanto parte della ex-sala di attesa è aperta al pubblico: il resto della strutture è utilizzato come deposito di materiale ferroviario. Il fronte presenta sette porte-finestre a centina; al piano superiore invece le finestre sono quadrate.
Le due ali laterali sono di minori dimensioni rispetto al corpo di fabbrica; esse si compongono di un solo livello ed il fronte è composto da tre arcate.

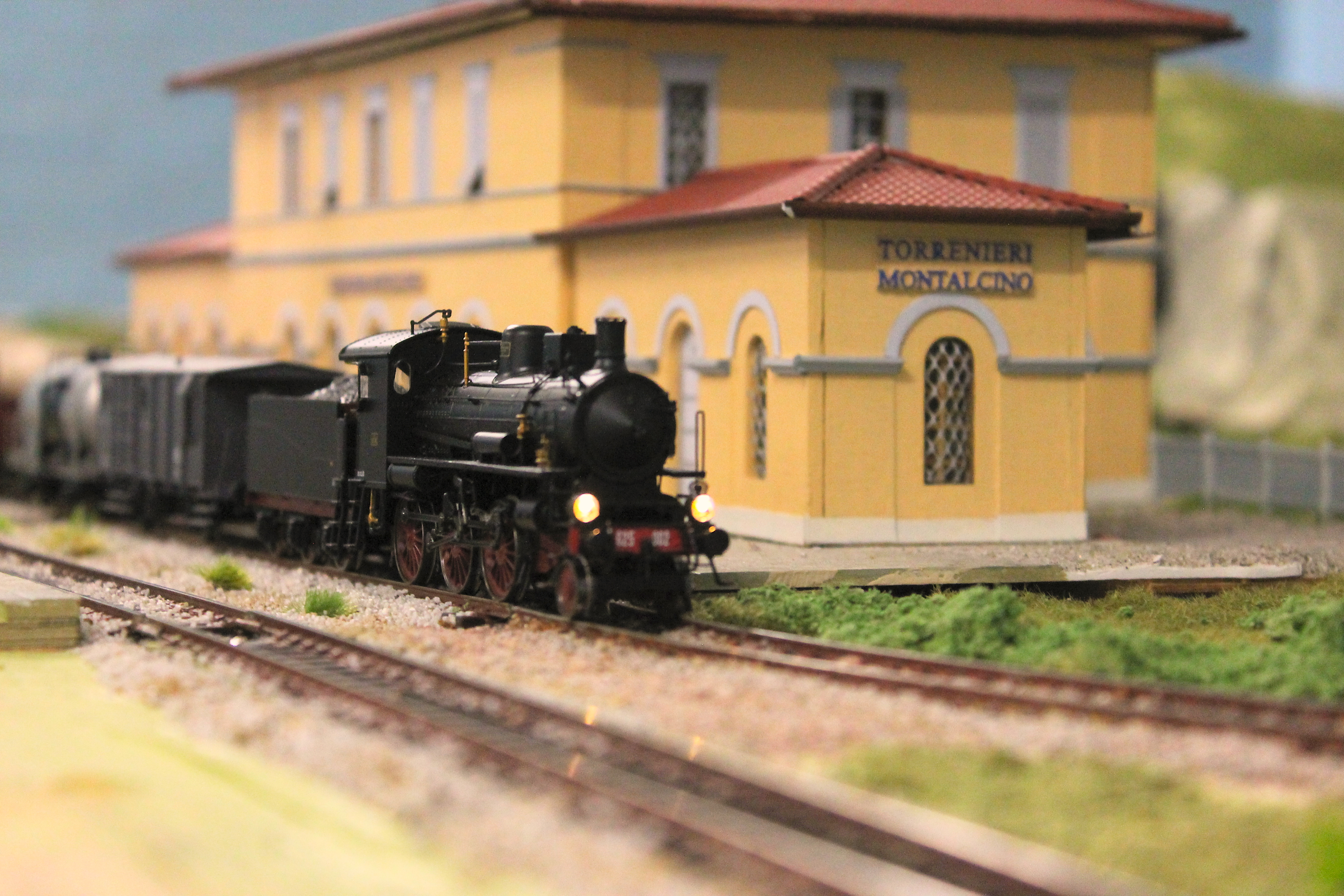
Plastico ferroviario in scala H0 della stazione di Torrenieri-Montalcino

La stazione disponeva di uno scalo merci con annesso magazzino; oggi lo scalo è stato smantellato, mentre il magazzino è stato convertito a deposito. L'architettura del magazzino è molto simile a quella delle altre stazioni ferroviarie italiane.
Sono presenti altri piccoli fabbricati nell'area ferroviaria; si compongono di un solo livello, sono in muratura e tinteggiati di giallo.
La pianta dei fabbricati è rettangolare.
Fino al 2000 la stazione disponeva di un binario su tracciato deviato. In un'ottica di riduzione dei costi, il binario è stato disarmato e oggi rimane soltanto il binario di corsa. Entrambi i binari sono dotati di banchina.

## Movimento
Dopo il 1994 il servizio passeggeri ha cessato di esistere. Oggi l'unico treno che percorre la linea è il Trenonatura, che in alcune escursioni ferma a Torrenieri.